# Philipp Terč
Philipp Terč, též Filip Tertsch nebo Philipp Tertsch (30. března 1844 Prapořiště – 28. října 1917 Maribor), byl česko-německý lékař, zakladatel apiterapie.

## Život
Různý zápis jeho příjmení vychází z toho, že jeho otec, statkář Johann Tertsch byl Němec, zatímco matka Barbara roz. Štěpánová byla Češka. Po studiích (gymnázium ve Vídni a lékařská fakulta tamtéž) se stal asistentem na chirurgické klinice vídeňské Všeobecné nemocnice, roku 1875 přesídlil do jihoštýrského, dnes slovinského Mariboru, kde již zůstal a provozoval zde svoji lékařskou praxi. Zde se také účastnil společenského života, spoluzakládal např. místní slovinský Národní dům, a byl vášnivým horolezcem. Byl dvakráte ženatý, s Rudolfinou roz. Valenta a poté s Kateřinou roz. Schönbaum. Jeho syn Rudolf Tertsch (* 1905) také vystudoval lékařství a později se stal očním lékařem ve Vídni. Dr. Terč trpěl silným revmatismem ruky. Jednou ho do ruky pobodaly včely a on zjistil, že revmatické bolesti ustoupily a ruka byla daleko pohyblivější. Vyzkoušel tedy podobnou léčbu na cca 650 pacientech a 593 z nich jevilo známky zlepšení. Začal se tedy této metodě věnovat výrazně více, základní práci pod názvem Über merkwürdige Beziehung des Bienenstiches zum Rheumatismus (O vztahu včelího bodnutí k revmatismu) publikoval v roce 1888. Na počest dne jeho narození vyhlásila Světová apiterapeutická společnost 30. březen Světovým dnem apiterapie.